# Xylostola novimundi
Xylostola novimundi là một loài bướm đêm trong họ Noctuidae.